# Dietmar Hennig
Dietmar Hennig (* 28. April 1940) ist ein ehemaliger deutscher Fußballspieler. Für den SC Einheit Dresden spielte er 1959 in der DDR-Oberliga, der höchsten Liga im DDR-Fußball.

## Sportliche Laufbahn
1954 begann Dietmar Hennig in der Schülermannschaft der Betriebssportgemeinschaft (BSG) Motor Wilsdruff seine Fußballkarriere und spielte dort bis zum Ende des Juniorenalters. Danach wechselte Hennig 1958 (Kalenderjahr-Spielzeit) zur BSG Stahl Freital in die drittklassige II. DDR-Liga. Als die Mannschaft nach dem Saisonende absteigen musste, übernahm der Oberligist SC Einheit Dresden, Fußballschwerpunkt des Bezirks Dresden, den knapp 19-jährigen Stürmer. Seinen ersten Einsatz in der Oberliga hatte Hennig am 6. Spieltag in der Begegnung SC Turbine Erfurt – SC Einheit Dresden. Bei der 0:2-Niederlage wurde er in der 80. Minute für den Mittelstürmer Felix Vogel eingewechselt. In unregelmäßigen Abständen wurde Hennig danach noch in fünf weiteren Oberligaspielen eingesetzt, die er jeweils über die volle Spieldauer bestritt. In der Begegnung des 8. Spieltages erzielte er im Heimspiel gegen den SC Empor Rostock mit dem 1:1-Schlussstand sein einziges Oberligator. Für die Saison 1960 meldete der SC Einheit Hennig zwar für seinen Oberligakader, Hennig kam jedoch in der Oberliga nicht mehr zum Einsatz. Er spielte noch bis zum 30. Lebensjahr Fußball im unterklassigen Bereich, musste dann aber wegen einer Meniskusverletzung seine Fußballkarriere beenden.